# Ben 10: Ultimate Alien
Ben 10: Ultimate Alien ist eine US-amerikanische Zeichentrickserie und der Nachfolger von Ben 10: Alien Force. Die Serie aus dem Jahr 2010 spielt ein Jahr nach den Ereignissen von Ben 10: Alien Force. Die Serie wurde wiederum ab 2012 durch Ben 10: Omniverse fortgesetzt.

## Inhalt
Die Omnitrix wurde in der Vorgängerserie in den letzten zwei Folgen zerstört und Ben Tennyson trägt nun die neue Ultimatrix, die eine Weiterentwicklung der Omnitrix ist. Die Ultimatrix bringt neben den alten auch viele neue Aliens mit sich. Ben und Gwen sind in der neuen Serie 16 und Kevin 17 Jahre alt. Bens geheime Identität gelangt an die Öffentlichkeit und bald hat Ben viele Kinder als Fans. Doch die Erwachsenen sehen in ihm eine Bedrohung.
Die Ultimatrix besitzt die Fähigkeit, sämtliche alten Aliens auf ihr Maximum „upzugraden“. So wird aus Schlammfeuer Ultimate Schlammfeuer. Zusätzlich beinhaltet die neue Uhr jegliche alte sowie sehr viele neue Lebensformen der Galaxie, in die Ben sich verwandeln kann.

### Ultimatrix: Die neuen Ultimate-Aliens
- Ultimate Froster: Eiskalter/einfrierender Atem; kann fliegen und Materie durchdringen; unsichtbar
- Ultimate Kanonenkugel: Kann sich zu einer Kugel zusammenrollen; hat Panzerplatten
- Ultimate Echo Echo: Gibt extrem starke Schallscheiben ab; kann sich vervielfältigen
- Ultimate Spidermonkey: Kann an Wänden laufen; kann klebrige Netze spinnen/schießen; Superstärke
- Ultimate Gigantosaurus: Extrem stark; kann sich vergrößern (bis zu 360 Meter); kann seine Hände zu einem Geschoss umwandeln
- Ultimate Schlammfeuer: Wirft Feuerbälle/bomben; kann sich regenerieren; kontrolliert andere Pflanzen
- Ultimate Biest: Stärker/kann sprechen und kann stacheln schießen
- Ultimate Superriese: größer als Superriese; kann Energiestrahlen abfeuern;kann fliegen

### Ultimatrix: Die neuen Aliens
- Nanomech: Kann sich verkleinern; kann fliegen; kann Energieblitze abfeuern
- Ampfibian: Schneller Schwimmer; kann Stromstöße abgeben;kann fliegen
- Panzerkralle: Sehr stark; kann Graben
- Krafter: Kann Energiestrahlen abgeben; kann extreme Hitze erzeugen
- Turbostürmer: Wind-Attacken; kann fliegen
- Wasserschock: Wasser-Peitsche; stark gepanzert
- Sturmjäger: Supergeschwindigkeit
- Nashorn: kann Energiestrahlen abfeuern; kann alles essen und zieht daraus Energie
- Chamäleon: Kann unsichtbar werden und hat scharfe Krallen

## Produktion und Veröffentlichung
Die Serie wird seit 2010 von Cartoon Network in den USA produziert. Regie führen Dan Riba, Butch Lukic und Matt Youngberg. Für die Musik sind Kristopher Carter, Michael McCuistion und Lolita Ritmanis verantwortlich, an den Animationen war auch das Unternehmen Wut It Is beteiligt. Die Erstausstrahlung der Serie begann in den USA am 23. April 2010 bei Cartoon Network. In den USA startete die zweite Staffel am 4. Februar 2011. Die deutsche Erstausstrahlung erfolgt seit dem 1. März 2011 bei Cartoon Network. Im deutschen Free-TV laufen die Folgen seit dem 2. April 2011 bei kabel eins.

### Synchronisation
| Rolle         | Englischer Sprecher | Deutscher Sprecher |
| ------------- | ------------------- | ------------------ |
| Ben Tennyson  | Yuri Lowenthal      | Roman Wolko        |
| Gwen Tennyson | Ashley Johnson      | Marieke Oeffinger  |
| Kevin Levin   | Greg Cipes          | Patrick Schröder   |
| Big Chill     | Dee Bradley Baker   |                    |
| Aggressor     | John DiMaggio       | Ekkehardt Belle    |

## Episodenliste
| Nr. in Staffel | Nr. gesamt | Originaler Titel        | Deutscher Titel                          | Erstausstrahlung  | Erstausstrahlung im deutschen Free-TV |
| -------------- | ---------- | ----------------------- | ---------------------------------------- | ----------------- | ------------------------------------- |
| 1              | 1          | Fame                    | Der Ruhm                                 | 23. April 2010    | 2. April 2011                         |
| 2              | 2          | Duped                   | Betrogen                                 | 30. April 2010    | 9. April 2011                         |
| 3              | 3          | Hit ’Em Where They Live | Alte Feinde                              | 7. Mai 2010       | 16. April 2011                        |
| 4              | 4          | Video Games             | Videospiele                              | 14. Mai 2010      | 23. April 2011                        |
| 5              | 5          | Escape from Aggregor    | Entkomme von Aggressor                   | 21. Mai 2010      | 30. April 2011                        |
| 6              | 6          | Too Hot to Handle       | Gefährliche Strahlung                    | 28. Mai 2010      | 7. Mai 2011                           |
| 7              | 7          | Andrea’s Fault          | Andreas Schuld                           | 4. Juni 2010      | 14. Mai 2011                          |
| 8              | 8          | Fused                   | Verschmolzen                             | 11. Juni 2010     | 21. Mai 2011                          |
| 9              | 9          | Hero Time               | Zeit für Helden                          | 18. Juni 2010     | 4. Juni 2011                          |
| 10             | 10         | Ultimate Aggregor       | Ultimativer Aggressor                    | 10. Oktober 2010  | 11. Juni 2011                         |
| 11             | 11         | Map of Infinity         | Die Karte der Unendlichkeit              | 10. Oktober 2010  | 18. Juni 2011                         |
| 12             | 12         | Reflected Glory         | Der Ruhm der Anderen                     | 15. Oktober 2010  | 25. Juni 2011                         |
| 13             | 13         | Deep                    | In der Tiefe                             | 22. Oktober 2010  | 2. Juli 2011                          |
| 14             | 14         | Where the Magic Happens | Die magische Dimension                   | 29. Oktober 2010  | 9. Juli 2011                          |
| 15             | 15         | Perplexahedron          | Perplexahedron                           | 5. November 2010  | 16. Juli 2011                         |
| 16             | 16         | The Forge of Creation   | Schmiede der Schöpfung                   | 12. November 2010 | 23. Juli 2011                         |
| 17             | 17         | …Nor Iron Bars a Cage   | Nicht mal Eisen verriegelt ein Gefängnis | 19. November 2010 | 30. Juli 2011                         |
| 18             | 18         | The Enemy of My Enemy   | Der Feind meines Feindes                 | 3. Dezember 2010  | 6. August 2011                        |
| 19             | 19         | Absolute Power: Part 1  | Absolute Macht, Teil 1                   | 10. Dezember 2010 | 13. August 2011                       |
| 20             | 20         | Absolute Power: Part 2  | Absolute Macht, Teil 2                   | 10. Dezember 2010 | 20. August 2011                       |

| Nr. in Staffel | Nr. gesamt | Originaler Titel                 | Deutscher Titel                       | Erstausstrahlung   | Erstausstrahlung im deutschen Free-TV |
| -------------- | ---------- | -------------------------------- | ------------------------------------- | ------------------ | ------------------------------------- |
| 1              | 21         | The Transmogrification of Eunice | Die wundersame Verwandlung von Eunice | 4. Februar 2011    | 28. Januar 2012                       |
| 2              | 22         | Eye of the Beholder              | Das Auge des Betrachters              | 11. Februar 2011   | 4. Februar 2012                       |
| 3              | 23         | Viktor: The Spoils               | Viktor: Die Beute                     | 18. Februar 2011   | 11. Februar 2012                      |
| 4              | 24         | The Big Story                    | Die Sensationsstory                   | 4. März 2011       | 18. Februar 2012                      |
| 5              | 25         | Girl Trouble                     | Zickenkrieg                           | 11. März 2011      | 25. Februar 2012                      |
| 6              | 26         | Revenge of the Swarm             | Rache des Schwarms                    | 18. März 2011      | 3. März 2012                          |
| 7              | 27         | The Creature From Beyond         | Das Ungeheuer aus der Ferne           | 25. März 2011      | 17. März 2012                         |
| 8              | 28         | Basic Training                   | Basis Training                        | 1. April 2011      | 24. März 2012                         |
| 9              | 29         | It’s Not Easy Being Gwen         | Es ist nicht einfach Gwen zu sein     | 8. April 2011      | 31. März 2012                         |
| 10             | 30         | Ben 10,000 Returns               | Ben 10.000 kehrt zurück               | 15. April 2011     | 10. März 2012                         |
| 11             | 31         | Moon Struck                      | Mondsüchtig                           | 22. April 2011     | 14. April 2012                        |
| 12             | 32         | Prisoner Number 775 Is Missing   | Gefangener Nummer 775 fehlt           | 29. April 2011     | 7. April 2012                         |
| 13             | 33         | The Purge                        | Die Vertreibung                       | 16. September 2011 | 5. Mai 2012                           |
| 14             | 34         | Simian Says                      | Affengeplauder                        | 23. September 2011 | 21. April 2012                        |
| 15             | 35         | Greetings From Techadon          | Grüße von Techadon                    | 30. September 2011 | 28. April 2012                        |
| 16             | 36         | The Flame Keeper’s Circle        | Die Wächter der Flamme                | 7. Oktober 2011    | 5. Mai 2012                           |
| 17             | 37         | Double or Nothing                | Original oder Fälschung               | 14. Oktober 2011   | 12. Mai 2012                          |
| 18             | 38         | The Perfect Girlfriend           | Die perfekte Freundin                 | 21. Oktober 2011   | 19. Mai 2012                          |
| 19             | 39         | The Ultimate Sacrifice           | Das ultimative Opfer                  | 28. Oktober 2011   | 26. Mai 2012                          |
| 20             | 40         | The Widening Gyre                | Alarm auf hoher See                   | 4. November 2011   | 2. Juni 2012                          |
| 21             | 41         | The Mother of All Vreedles       | Der Vreedle-Clan wächst               | 18. November 2011  | 9. Juni 2012                          |
| 22             | 42         | A Knight to Remember             | Der Ritter vergangener Zeiten         | 2. Dezember 2011   | 16. Juni 2012                         |
| 23             | 43         | Solitary Alignment               | Einsame Entscheidung                  | 9. Dezember 2011   | 23. Juni 2012                         |
| 24             | 44         | Inspector 13                     | Inspektor 13                          | 4. Februar 2012    | 7. Juli 2012                          |
| 25             | 45         | The Enemy of My Frenemy          | Freund oder Feind?                    | 11. Februar 2012   | 14. Juli 2012                         |
| 26             | 46         | Couples Retreat                  | Das wahre Gesicht                     | 18. Februar 2012   | 21. Juli 2012                         |
| 27             | 47         | Catch a Falling Star             | Ein Stern, der vom Himmel fällt       | 25. Februar 2012   | 28. Juli 2012                         |
| 28             | 48         | The Eggman Cometh                | Drachenmänner                         | 3. März 2012       | 8. September 2012                     |
| 29             | 49         | Night of the Living Nightmare    | Die Nacht des lebenden Albtraums      | 10. März 2012      | 15. September 2012                    |
| 30             | 50         | The Beginning of the End         | Der Anfang vom Ende                   | 17. März 2012      | 22. September 2012                    |
| 31             | 51         | The Ultimate Enemy: Part 1       | Der ultimative Gegner, Teil 1         | 24. März 2012      | 29. September 2012                    |
| 32             | 52         | The Ultimate Enemy: Part 2       | Der ultimative Gegner, Teil 2         | 31. März 2012      | 6. Oktober 2012                       |